# سام غرين
سام غرين (بالإنجليزية: Sam Green)‏ هو كاتب سيناريو ومخرج أمريكي، ولد في القرن العشرين.

## وصلات خارجية
- سام غرين على موقع IMDb (الإنجليزية)
- سام غرين على موقع ألو سيني (الفرنسية)
- سام غرين على موقع أول موفي (الإنجليزية)
- سام غرين على موقع قاعدة بيانات الفيلم (الإنجليزية)
- سام غرين على موقع كينوبويسك (الروسية)